# Малі Сіби
Малі Сі́би (рос. Малые Сибы) — присілок в Можгинському районі Удмуртії, Росія.
Стара назва — Ягі-Каксі.
Урбаноніми:
- вулиці — Дачна, Лісова

## Населення
Населення — 4 особи (2010; 17 в 2002).
Національний склад станом на 2002 рік:
- удмурти — 94 %